# Kasteel van Sombeke

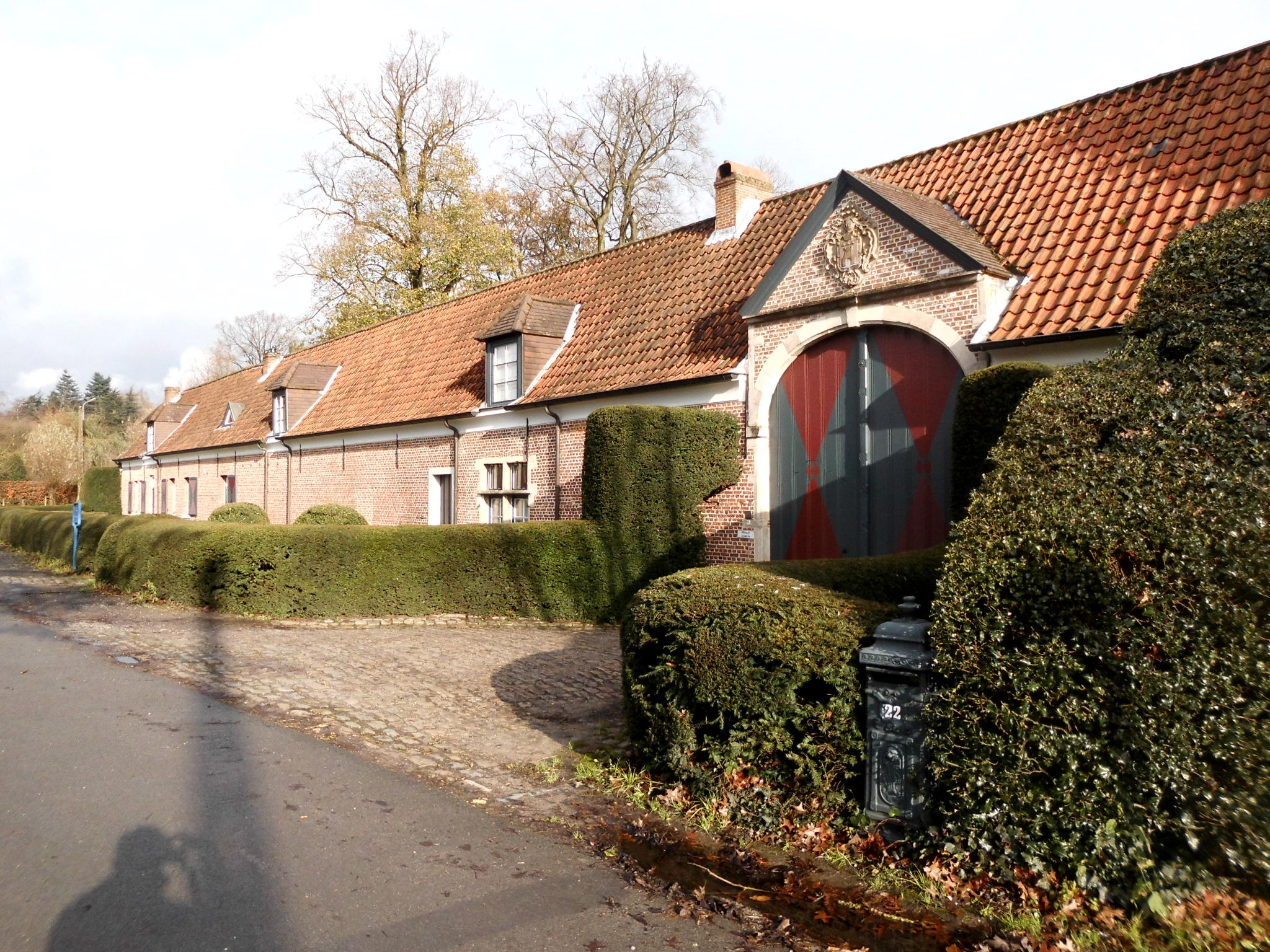
Poortgebouw

Het Kasteel van Sombeke is een kasteel in de tot de Oost-Vlaamse gemeente Waasmunster behorende plaats Sombeke, gelegen aan Kasteelstraat 18-22.

## Geschiedenis
Vermoedelijk was het op deze plaats dat de heren van Sombeke zetelden. De vroegst bekende heren werden vermeld in 1448, maar er zijn aanwijzingen voor een hogere ouderdom en wel tot eind 12e eeuw.
In 1696 werd de heerlijkheid gekocht door Jacobus Laureyns en in de loop van het tijdvak 1696-1716 liet hij een nieuw kasteel bouwen, omdat het oude kasteel sterk vervallen was. In 1727 kwam de heerlijkheid aan Anton François Joseph de Castro y Toledo. In de eerste helft van de 19e eeuw kwam het domein aan de Beelen van Puyvelde. In de 18e eeuw was er sprake van een opperhof en een neerhof, omringd door een dubbele omgrachting.

## Gebouw
Men betreedt het kasteel via een poortgebouw, waarbij zich ook een koetshuis en stallingen bevinden. Via een bakstenen boogbrug komt men op het omgrachte kasteeleiland. Het kasteel heeft in wezen een rechthoekige plattegrond met een symmetrische voorgevel waarin zich centraal een lage vierkante toren bevindt die een weinig vooruitsteekt. Aan de achterzijde vindt men twee trapgevels. Het interieur heeft weinig van de oorspronkelijke inrichting bewaard.

## Domein
De tuin werd begin jaren '90 van de 20e eeuw aangelegd door Jacques Wirtz.